# 죄네스 에슈
아소시아시옹 스포르티브 라 죄네스 데슈(Association Sportive la Jeunesse d'Esch), 약칭 죄네스 에슈(Jeunesse Esch)는 룩셈부르크 에슈쉬르알제트를 연고로 하는 축구 클럽이다.

## 성적
- 룩셈부르크 내셔널디비전: 우승 28회 (1920-21, 1936-37, 1950-51, 1953-54, 1957-58, 1958-59, 1959-60, 1962-63, 1966-67, 1967-68, 1969-70, 1972-73, 1973-74, 1974-75, 1975-76, 1976-77, 1979-80, 1982-83, 1984-85, 1986-87, 1987-88, 1994-95, 1995-96, 1996-97, 1997-98, 1998-99, 2003-04, 2009-10), 준우승 12회 (1914-15, 1935-36, 1937-38, 1952-53, 1956-57, 1960-61, 1968-69, 1977-78, 1985-86, 1988-89, 1990-91, 2005-06)

- 룩셈부르크 컵: 우승 12회 (1934-35, 1936-37, 1945-46, 1953-54, 1972-73, 1973-74, 1975-76, 1980-81, 1987-88, 1996-97, 1998-99, 1999-2000), 준우승 11회 (1921-22, 1926-27, 1964-65, 1965-66, 1970-71, 1974-75, 1984-85, 1990-91, 1994-95, 1995-96, 2005-06)

## 선수 명단

### 현역
참고: FIFA 자격 규정에 따라 소속된 국가대표팀 국기를 표시합니다. 선수는 복수의 FIFA 비회원국 국적을 가지고 있을 수 있습니다.
| 번호 | 포지션 | 국적       | 이름          |
| ---- | ------ | ---------- | ------------- |
| 7    | FW     | 몬테네그로 | 알미르 클리카 |

| 번호 | 포지션 | 국적 | 이름 |
| ---- | ------ | ---- | ---- |